# マグノリアの花たち
『マグノリアの花たち』（マグノリアのはなたち、Steel Magnolias）はロバート・ハーリングの戯曲。アメリカ合衆国南部の小さな町を舞台に、固い絆で結ばれる女性たちの姿を描いた作品である。初演は1987年にオフ・ブロードウェイで上演され、それを原作とした映画が1989年に公開された。ここで言うマグノリアは、アメリカ南部を象徴する花木タイサンボクを指す。

## 概要
舞台は小さな町の美容院、登場人物はそこに集まる6人の女性たちである。ウィザーとクレリーの奇しき友情、町の新顔で内気だったアネルの変貌ぶり、トルーヴィと家族の関わり合い、糖尿病を患いながら命をかけて出産を決断するシェルビー、またその決断に複雑な思いを抱える母マリンといった女性たちが紡ぐ絆、友情の群像を描く。
作品が生まれたきっかけは、ロバート・ハーリングの妹スーザンの死であった。1型糖尿病患者だったスーザンは出産のリスクを認識したうえでなお子どもを持つことを望み、産後に合併症を併発して亡くなった。ハーリングはその不幸を受け止めることができずにいたが、スーザンの身に起こったことを執筆するよう周囲から勧められ一幕物の短編を執筆しはじめた。執筆を進めるうちに登場人物の感情や多様な人間関係を描くために一幕物は馴染まないと考えて長編の形式へと切りかえ、また、作品の根底にある深刻な状況を厭世的に描くのではなく、諧謔にあふれた陽気なやりとりを重視する作風とした。
演劇は1987年にオフ・ブロードウェイで初演を迎えて1990年まで公演が続き、2005年にはブロードウェイへ場所を移して再公演を行った。また、これまでにイギリス、日本、スウェーデンの作り手らがそれぞれの国で公演した。
映画は1989年に公開され、1990年に開催された第40回ベルリン国際映画祭のオープニング作品に選ばれた。北米圏において興行収入は8000万ドルを超えるヒットをおさめたが年間の興行収入順位は14位にとどまり、主要な映画賞でも目立った功績を残すことができず、賞レースに参加していたのは若手女優の1人ジュリア・ロバーツのみといえる結果だった。

## 演劇
このロバート・ハーリングによる戯曲は、今日においても人気がある作品のひとつであり、アメリカ合衆国各地で公演が頻繁に行われている。トルーヴィが自宅で営む美容院を舞台に、登場するのは6人の女性、それとラジオから流れるDJの声を加えた密室劇である。映画化作品に登場するようなほかの人物は会話のなかで言及されるのみで実際には登場しない。初演は1987年3月28日、ニューヨークにあるWPA劇場で迎えた。演出はパメラ・バーリンがつとめ、マリン役にローズマリー・プリンツ、トルーヴィ役にマーゴ・マーティンデイル、シェルビー役にブランチ・ベイカーといったキャストが並んだ。同年6月19日よりプロダクションはルーシル・ローテル劇場に移り、シェルビー役をベッツィ・アイデムが引き継いだ。

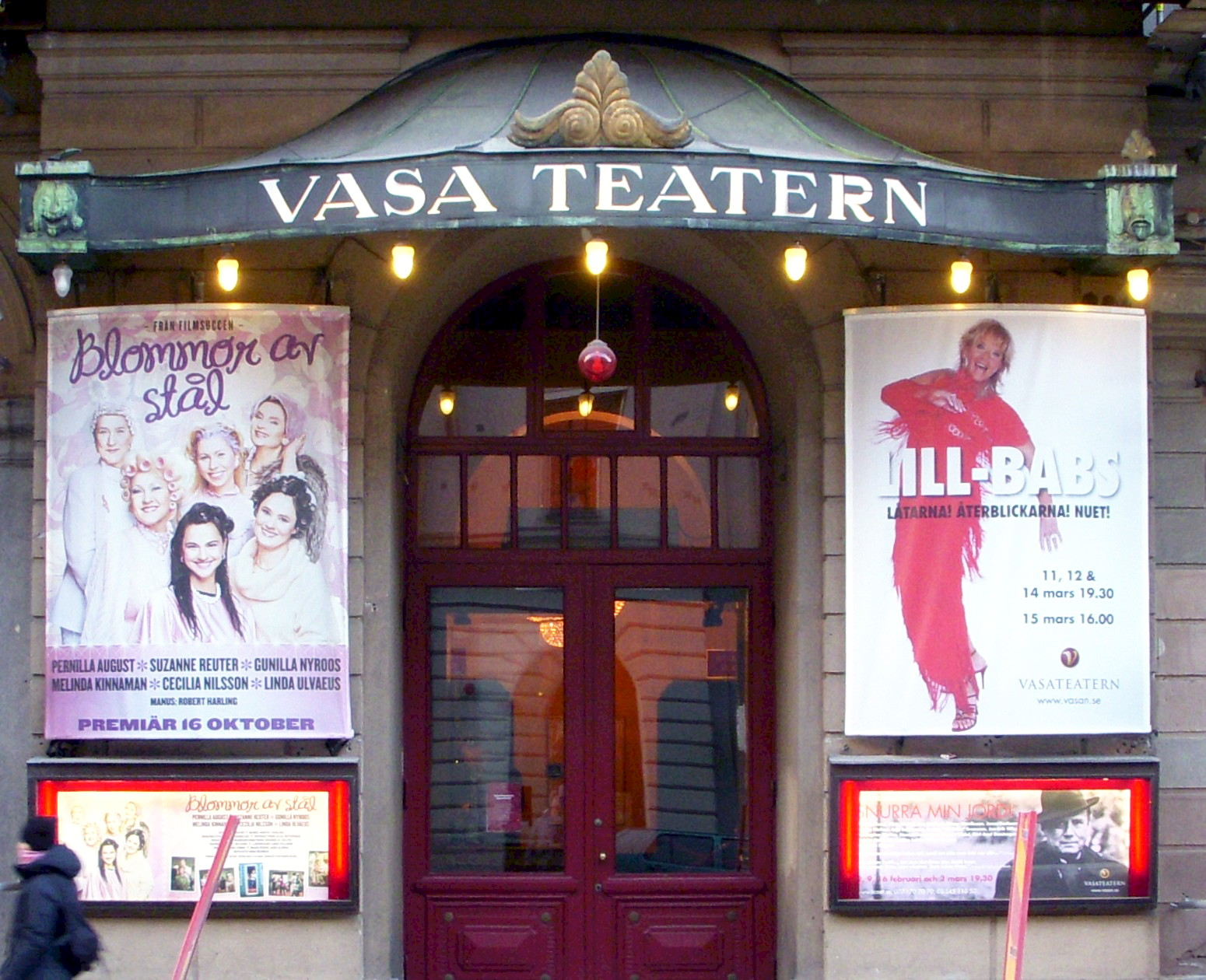
ヴァーサ劇場正面（2009年）

1989年にはジュリア・マッケンジーによる演出、マリン役にローズマリー・ハリス、トルーヴィ役にマギー・スティード、ウィザー役にジーン・ボート、クレリー役にステファニー・コール、シェルビー役にジョエリー・リチャードソンといったキャストを揃え、ロンドンはリリック劇場で初演された。
2005年の春、戯曲はライシーアム劇場で上演されてブロードウェイ・デビューを飾った。3月15日から試演が始まり、4月4日に本公演の幕があけた。キャストはマリン役にクリスティーン・エバーソール、トルーヴィ役にデルタ・バーク、ウィザー役にマーシャ・メイソン、クレリー役にフランシス・スターンハーゲン、シェルビー役にレベッカ・ゲイハートがついた。公演を終了するまでの上演回数は試演が23回、本公演は136回を数えた。
日本の劇団も上演しており、劇団俳優座によって2007年11月14日から25日までのあいだ東京で公演された。キャストはマリン役に川口敦子、シェルビー役に安藤みどり、翻訳と演出を森一がつとめた。また、スウェーデンにおいては2008年11月16日にストックホルムのヴァーサ劇場で初演され、これにロバート・ハーリングも来場した。キャストはマリン役にペルニラ・アウグスト、シェルビー役にメリンダ・キンナマン、演出をエマ・ブクトがつとめている。

## 映画
映画化作品はアメリカ合衆国で1989年11月15日、日本で1990年4月21日に公開された。監督はハーバート・ロス、脚本は原作と同じロバート・ハーリングがつとめたコメディ映画。ハーリングは映画の脚本を初めて手がけて、自身が書き上げた戯曲を大幅に改稿した。原作にはなかった男性キャスト、屋外シーンなど多くの要素を追加した一方、トルーヴィの子供を2人から1人にするといった設定変更や、一部の台詞を削除・変更した。舞台設定はルイジアナ州にあるチンカピンという架空の町がつくられ、実際の撮影はルイジアナ州ナケテシュで行われた。
キャストはアカデミー賞女優のサリー・フィールド、シャーリー・マクレーン、オリンピア・デュカキスといった顔ぶれが並び、重要な役どころをつとめたジュリア・ロバーツはこの映画でゴールデングローブ助演女優賞を受賞したほか、自身初めてとなるアカデミー賞のノミネートを受けた。
男性キャストはマリンの夫ドラム役にトム・スケリット、シェルビーの夫ジャクソン役にディラン・マクダーモット、トルーヴィの夫スパッド役にサム・シェパードが配された。また、シェルビーとジャクソンの結婚式のシーンではロバート・ハーリングが牧師に扮しており、シェルビーが入院した病院のシーンでは実際にスーザンの治療・看護にあたった医師や看護師たちが出演した。

### キャスト
| 役名                 | 俳優                     | 日本語吹替                                                                 | 日本語吹替    |
| 役名                 | 俳優                     | ソフト版                                                                   | ANA機内上映版 |
| -------------------- | ------------------------ | -------------------------------------------------------------------------- | ------------- |
| マリン               | サリー・フィールド       | 藤田弓子                                                                   | 鈴木弘子      |
| トルーヴィ           | ドリー・パートン         | 翠準子                                                                     | 沢田敏子      |
| ウィーザ             | シャーリー・マクレーン   | 沼波輝枝                                                                   | 谷育子        |
| アネル               | ダリル・ハンナ           | 榊原良子                                                                   | 島本須美      |
| クレリー             | オリンピア・デュカキス   | 谷育子                                                                     | 稲葉まつ子    |
| シェルビー           | ジュリア・ロバーツ       | 高島雅羅                                                                   | 岡本茉利      |
| ドラム               | トム・スケリット         | 寺島幹夫                                                                   | 田中信夫      |
| スパッド             | サム・シェパード         | 納谷六朗                                                                   | 筈見純        |
| ジャクソン           | ディラン・マクダーモット | 鈴置洋孝                                                                   | 喜多川拓郎    |
| サミー               | ケヴィン・J・オコナー    | 荒川太朗                                                                   | 古田信幸      |
| オーウェン           | ビル・マッカチオン       | 峰恵研                                                                     | 峰恵研        |
| ジョナサン           | ジョナサン・ワード       |                                                                            | 石田彰        |
| トミー               | クノール・ジョンソン     |                                                                            | 子安武人      |
| ファーン             | アン・ウェッジワース     |                                                                            | 好村俊子      |
| ナンシー・ベス       | ジャニーン・ターナー     |                                                                            | 速見圭        |
| その他               | N/A                      | 菊池毅 石田彰 竹口安芸子 速見圭 巴菁子 加藤正之 西村知道 幹本雄之 亀井芳子 | N/A           |
| 日本語版制作スタッフ |                          |                                                                            |               |
| 演出                 | 演出                     | 中野寛次                                                                   | 向山宏志      |
| 翻訳                 | 翻訳                     | 岩佐幸子                                                                   | 岩佐幸子      |
| 効果                 | 効果                     | リレーション                                                               |               |
| 制作                 | 制作                     | 東北新社                                                                   | 東北新社      |

### スタッフ
- 監督：ハーバート・ロス
- 製作：レイ・スターク
- 脚本・原作：ロバート・ハーリング
- 製作総指揮：ヴィクトリア・ホワイト
- 撮影：ジョン・A・アロンゾ
- プロダクションデザイン：ジーン・キャラハン、エドワード・ピソーニ
- 編集：ポール・ハーシュ
- 音楽：ジョルジュ・ドルリュー
- 衣装：ジュリー・ウェイス
- キャスティング：ハンク・マッキャン

## テレビ
CBSは毎週30分番組のシットコムとして続編が制作できると見込み、1990年8月17日にパイロット版を放送したが秋からの新番組に編成されることなくお蔵入りとなった。配役はマリン役にシンディ・ウィリアムズ、トルーヴィ役にサリー・カークランド、ウィザー役にエレイン・ストリッチ、クレリー役にポリー・バーゲン、アネル役にシーラ・マッカーシーがついていた。内容は映画版のエンディングに続くものだったため、亡くなったシェルビーは登場しない。

## 参考資料
- マグノリアの花たち コレクターズ・エディション -マグノリアが咲きほこった夏の想い出-, ソニー・ピクチャーズ エンタテインメント, (2009), JAN 4547462055507
- Harling, Robert (1995). Steel Magnolias. New York, NY: Dramatists Play Service. ISBN 978-0-8222-1078-8